# Stern-Zeit-Blindenzeitschrift
Die Stern-Zeit-Blindenzeitschrift ist ein Magazin für Blinde und Sehbehinderte, das in der Tastschrift Braille veröffentlicht wird. Sie bietet ausgewählte Artikel aus den aktuellen Ausgaben des Magazins Stern und der Wochenzeitung Die Zeit im Abonnement an.
Ein Deutsches Zentrum für barrierefreies Lesen (DZB) leitet die Produktion und den Vertrieb der Brailleausgabe, die Auswahl der Artikel leistet das Hamburger Verlagshaus Gruner + Jahr.
Die Stern-Zeit-Blindenzeitschrift erscheint 14-täglich und wird in zwei Versionen angeboten – als Druckausgabe Stern/Zeit Braille mit einem Umfang von 52 Seiten und zusätzlich als elektronisch versendbare Variante Stern/Zeit Braille digital.

## Geschichte
1968
Im Jahr 1968 riefen Henri Nannen (Stern) und Gerd Bucerius (Die Zeit) die Stern-Zeit-Blindenzeitschrift ins Leben.
„In dem Non-Profit-Projekt Stern-Zeit-Blindenzeitschrift erscheinen alle 14 Tage ausgewählte Artikel aus den aktuellen Ausgaben von Stern und Die Zeit. Das 52-seitige Heft wird regelmäßig an rund 2.500 blinde und sehbehinderte Leser und an zahlreiche Institutionen geliefert.“
2007
Der Verlag Gruner + Jahr stellte die Herstellung und den Vertrieb der Stern-Zeit-Blindenzeitschrift aus Kostengründen ein.
„Der Hamburger Verlag Gruner + Jahr will im Sommer die ‚Stern-Zeit-Blindenzeitschrift‘ einstellen. ‚Wir wollen das Medium verändern‘, sagte Stern-Geschäftsführer Ove Saffe. Die Ausgabe verursache zu hohe Verluste und werde nicht mehr wie früher für über 6000, sondern nur noch für 1400 Abonnenten produziert.“
Die Braille-Ausgabe wurde als Stern-Podcast, also einen Audio-Download, weitergeführt.
2008
Die Stern-Zeit-Blindenzeitschrift wird von der Deutschen Zentralbücherei für Blinde zu Leipzig weitergeführt.

## Stern-Podcast
Die Deutsche Zentralbücherei für Blinde zu Leipzig bietet jede Woche einen Artikel des Stern als Podcast-Episode bzw. Audio-Download auf der von der DZB betriebenen Internet-Plattform Blinden und Sehbehinderten kostenlos an.